# Nor Chichas

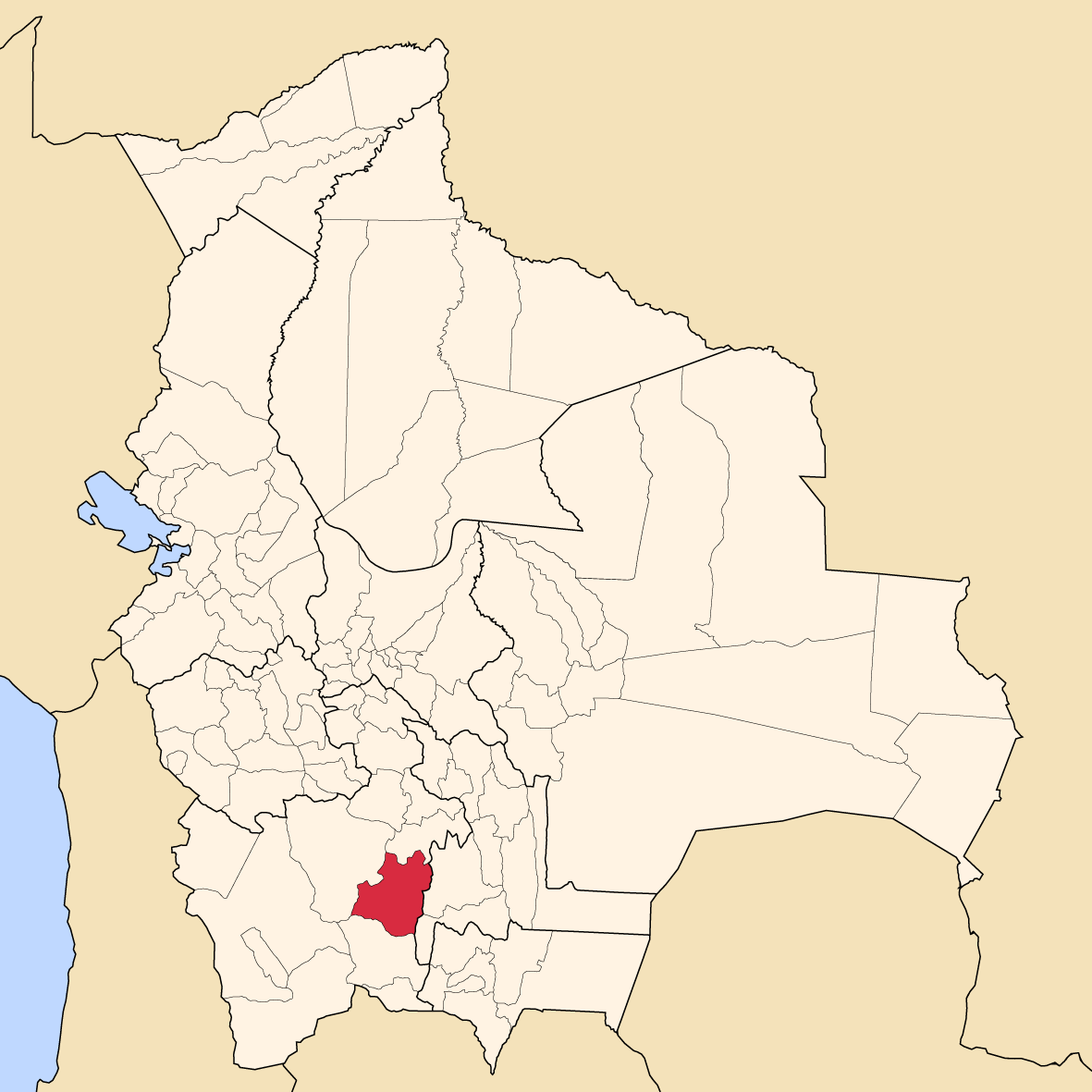
Provinsens läge i Bolivia

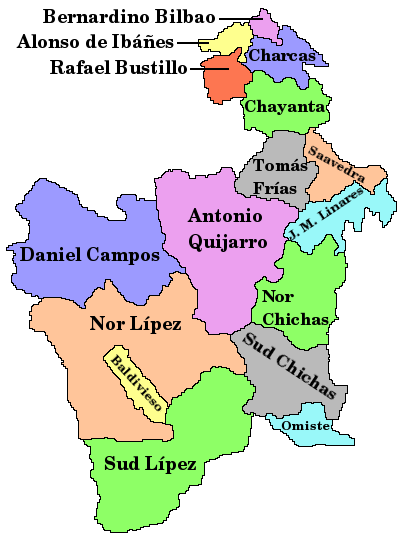
Provinser i Potosí

Nor Chichas är en provins i departementet Potosí i Bolivia. Den administrativa huvudorten är Cotagaita.